# Giorno dell'indipendenza dell'Ucraina
Il Giorno dell'indipendenza dell'Ucraina (in ucraino День незалежности України?, Den' nezaležnosty Ukraïny) è la festività nazionale dell'Ucraina. Si celebra il 24 agosto e commemora la dichiarazione d'indipendenza dall'URSS del 1991.
Autore del testo della dichiarazione di indipendenza fu Levko Lukyanenko, co-autore della Dichiarazione di sovranità dell'Ucraina. Nel 2005, per i suoi meriti, Lukyanenko fu decorato dal presidente Viktor Juščenko col titolo di Eroe dell'Ucraina. 
Primo presidente dell'Ucraina indipendente, ed esponente autorevole del processo che condusse all'indipendenza del proprio paese, fu invece Leonid Kravčuk (presidente dell'Ucraina dal 1991 al 1994). 
Principale festa di stato nell'Ucraina moderna, dal 2004 si celebra anche, il giorno precedente, la Giornata della Bandiera Ucraina, anche come segno di identità nazionale, cui la bandiera nazionale rappresenta.
La giornata dell'indipendenza ucraina, oggi, viene celebrata con una sfilata militare tenutasi a Kiev, capitale dell'Ucraina e città ricca di monumenti storici delle glorie nazionali: tra le grandi figure nazionali che hanno dato un'impronta e un'identità nazionale e culturale notevole al paese è da ricordare il poeta Taras Sevcenko.